# 471
Cette page concerne l'année 471  du calendrier julien. Pour l'année 471 av. J.-C., voir 471 av. J.-C. Pour le nombre 471, voir 471 (nombre).
L'année 471 est une année commune qui commence un vendredi.

## Événements

### Asie
- En Chine, le roi des Wei du Nord Xianwendi (en), de son nom personnel Tuoba Hong, bouddhiste, abdique en faveur de son fils de cinq ans Tuoba Hong II ou Yuan Hong, et se fait moine. Tuoba Hong II règne jusqu'en 499 sous le nom de Xiaowendi[1].

### Europe
- Printemps : l'empereur Anthémius envoie en Provence contre les Wisigoths d'Euric une armée commandée par son fils Anthemiolus. Près d'Arles, cette armée est vaincue et anéantie[2].
- 4 juillet : consécration de la première basilique hébergeant le tombeau de Martin à Tours, devenu au fil des décennies un lieu de pèlerinage, reconstruite en pierre sous l'évêque Perpétuus[3].
- Automne : conspiration de Seronatus, qui complote avec le roi Euric pour préparer l'annexion de territoires important par les Wisigoths en Aquitaine première (Albigeois, Rouergue, Gévaudan et Velay). Pris par des nobles Arvernes, il est livré à l'empereur Anthémius à la fin de l'année, condamné à mort et exécuté[4],[5].

- Le patrice Aspar tente de faire assassiner le gendre de l’empereur, Zénon, chef du parti isaurien, lors d'une expédition en Thrace. Zénon est nommé dans un premier temps en Orient mais très vite il s’installe à Chalcédoine, près de Constantinople. Des émeutes éclatent contre les ariens (dont Aspar fait partie) sans doute encouragées en sous-main par Zénon et avec la complicité, passive ou active ?, de Léon Ier. Lors de ces émeutes, Aspar est tué ainsi que son fils Ardaburius, tandis que son autre fils, le César Patricius, blessé parvient à s'échapper[6].
- Théodoric Strabo (le Louche), se révolte après la mort de son parent Aspar. Il ravage la Thrace avec les Ostrogoths fédérés. La guerre dure jusqu'en 473[6].
- Sidoine Apollinaire est nommé évêque d'Arvernis (Clermont en Auvergne) au début de l'année[7] (471-483). Il tente avec Ecdicius de maintenir la culture latine face aux Wisigoths.

## Décès en 471
- 20 novembre : Gennadius, patriarche de Constantinople[8].
- Aspar, général romain de l'Empire d'Orient.